# پرستواقیانوسی کوچک
پرستواقیانوسی کوچک (نام علمی: Anous tenuirostris) نام یک گونه از سرده پرستواقیانوسی‌ها است.